# Парк имени Урицкого
Парк имени Урицкого (или Парк Урицкого, тат. Урицкий паркы, Uritski parkı) — один из наиболее крупных и ухоженных парков г. Казани, расположенный в Московском районе между улицами Хасана Туфана, Академика Королёва, Васильченко и Гагарина.

## Расположение
С юга парк граничит со стадионом «Тасма», с которым в дни массовых гуляний составляет единую зону отдыха. С севера парк граничит с жилым массивом поселка Урицкого (улицы Академика Королева и Коломенская). Западная часть парка представляет собой лесопарковую зону, через которую можно выйти на проезжую часть улицы Васильченко.

## Общая информация

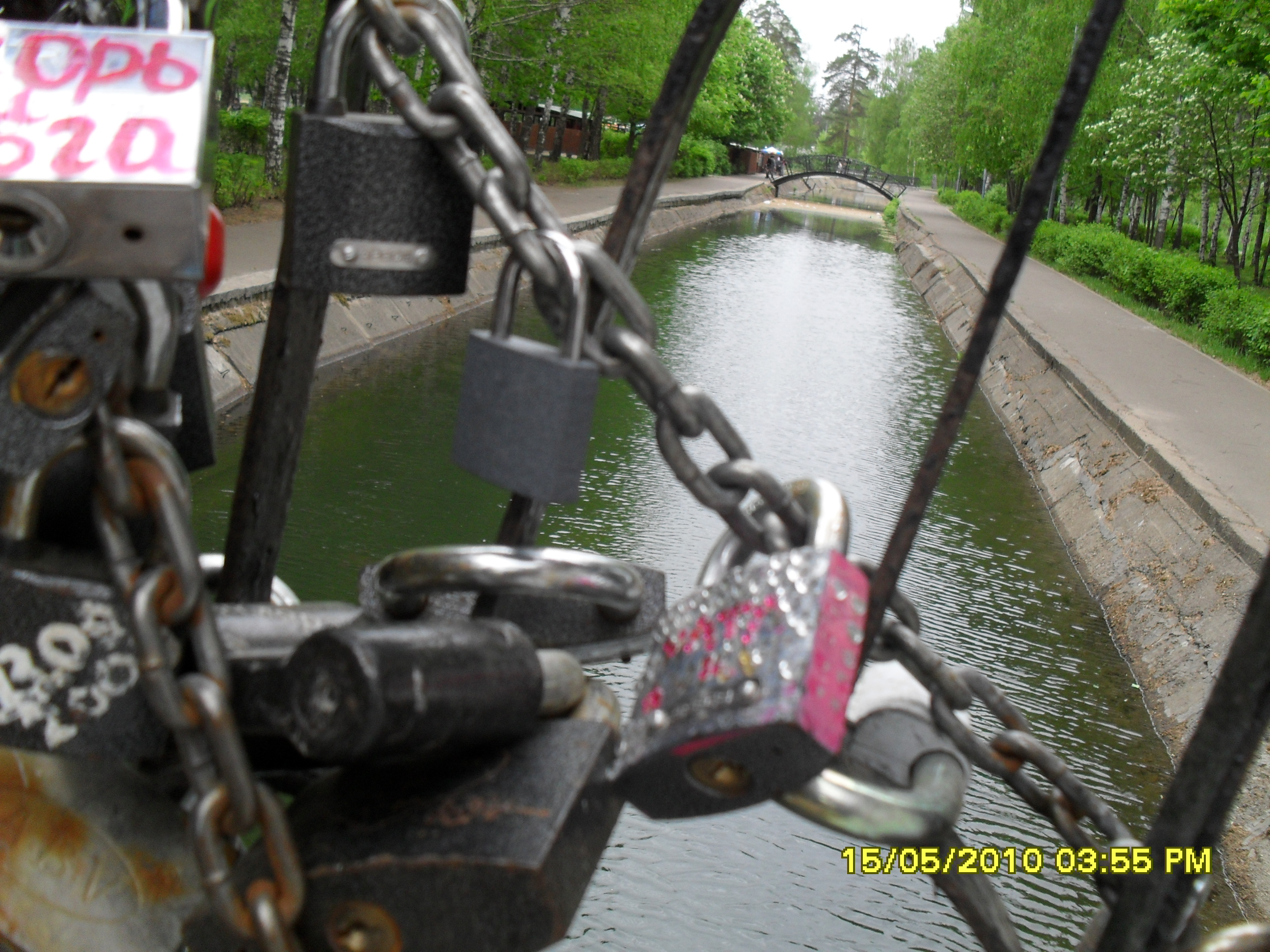
Замки любви на ажурных поручнях мостов через канал

Особенной популярностью этот парк пользуется у молодоженов, которые на фоне его достопримечательностей устраивают фотосессии. У входа гостей встречает мемориальный комплекс, построенный в честь победы в Великой Отечественной войне, к его подножью возлагают цветы в память о погибших воинах. В правой части парка находится Центр культуры и спорта «Московский» (бывший ДК «Моторостроителей», в советское время — ДК имени Урицкого). В самом сердце парковой зоны находится озеро, где можно покормить уток. От озера отходит узкий канал, через который перекинуты ажурные мостики. В озере водятся небольшие рыбы, а также в теплое время года живут утки, которых подкармливают посетители парка. В канал в дни массовых гуляний (Сабантуй, День города), запускаются карпы.
Первая реконструкция парка была проведена в 2005 году. В результате, в парке были реконструированы изветшавшие прогулочные дорожки и восстановлена система зеленых насаждений.

## Реконструкция парка в 2016 году
Масштабная реконструкция парка была проведена в 2016 году в парке Урицкого. В первую очередь здесь были проведены работы по асфальтированию дорожек в парке. Кроме того, по просьбе велоактивистов через парк проложили ещё одну дорожку — от улицы Королева в сторону улицы Васильченко. Новый парк обзавелся 50 новыми комфортными скамейками со спинками и 50 урнами, также была полностью обновлена система освещения. 50 светильников появились в зоне пешеходных дорожек.
Изменением подвергся и знаменитый водоем. Здесь полностью очистили дно, провели аэрацию, берегоукрепление и отделку камнем. Пирс рядом с Домом культуры был укреплён и благоустроен с применением лиственницы, а на Озере появились три деревянных спуска к воде и домик для уток.
Мосты также были изменены: первый, ближайший к озеру, был полностью заменён. Другие два — отреставрированы. Их полностью избавили от замков (срезали и оставили на временное хранение в бывшем Доме культуры), чтобы избежать деформации конструкций. Вместо мостов функцию «хранителей замков» выполняет конструкция виде стены из десятков колец, предназначенная для хранения символов вечной любви.
Для детей здесь оборудована детская площадка с горками, качелями и аттракционами. Кроме того, на территории парка находится спортивная площадка для занятий «воркаут», футбольная и баскетбольные поля, а также обновленная беговая дорожка с качественным и удобным покрытием.
У входа в парк был демонтирован информационный щит. Вместо него подрядчики установили небольшой павильон с едой — кофе, чаем, мороженым. Ещё одна фуд-площадка по плану заложена около тира, куда будут подведены коммуникации на случай, если найдётся инвестор для небольшого заведения вроде кофейни «Ураган-Сарай».
Здесь же расположился новый стенд с правилами поведения в парке и выгула собак. Кстати, обновленный парк обзавелся площадкой для дрессировки домашних любимцев, которая находится неподалёку от железной дороги.
Гаражи около ЦКС «Московский» были реконструированы и обиты деревянной рейкой. В новых гаражах расположился туалет, прокат и хозяйственно-бытовые помещения.
В парке всегда найдется укромное и тихое местечко, где можно уединиться для романтической прогулки влюбленным или сделать фотографии на лоне природы. Многие приходят сюда для того, чтобы просто отдохнуть на скамеечке в тени деревьев и насладиться чистым воздухом.

## Интересные факты
На том месте, где сейчас стоит деревянная эстрада, в 2010-е годы находилось кафе под открытым небом «Антошка», а в 1970-е годы стоял списанный пассажирский самолёт, в его салоне показывали мультфильмы для детей.
В Советское время канал был длиннее и доходил до дальней части парка, но в какой-то момент у кафе «Антошка» была сооружена дамба, а о существовании продолжения канала напоминает глубокий ров, зимой любимый детьми, для катания с горки.
В 90-х годах в этом районе проживали многие летчики-испытатели, представители авиационной промышленности.